# Abhandlung über den Ursprung und die Grundlagen der Ungleichheit unter den Menschen

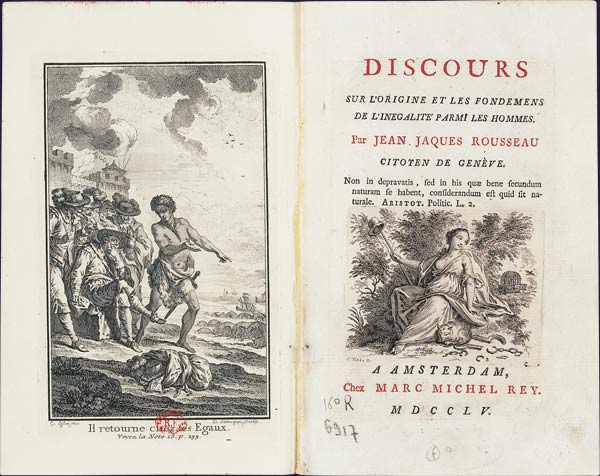
Titelblatt der Ausgabe Amsterdam 1755

Abhandlung über den Ursprung und die Grundlagen der Ungleichheit unter den Menschen (Discours sur l’origine et les fondements de l’inégalité parmi les hommes) ist eine Schrift des französisch-schweizerischen Philosophen Jean-Jacques Rousseau (1712–1778). Häufig wird der Discours sur l’inégalité auch der Zweite Diskurs genannt, weil er im Werk Rousseaus auf die Abhandlung über die Wissenschaften und die Künste (Discours sur les sciences et les arts (1750)), den „Ersten Diskurs“, folgt.

## Gliederung und Motti
Deckblatt: Das Deckblatt enthält neben dem Namen des Autors den Vermerk „Citoyen de Geneve (Bürger von Genf)“ sowie als Motto ein lateinisches Zitat aus der Politica des Aristoteles: „Non in depravatis, sed in his qua ebene secundum naturam se habent, considerandum est quid sit naturale“ (Was naturgemäß sei, muss man eher an dem ablesen, was sich normal verhält, als an dem, was verdorben ist). Das Motto weist auf Rousseaus grundlegende These hin, die wahre Natur des Menschen sei an seinen Ursprüngen abzulesen, nicht aber an den von ihm kritisierten Entwicklungen der modernen Zivilisation.
Widmung: Die mehrseitige auf den 12. Juni 1754 datierte Widmung richtet sich „An die Republik von Genf“. In ihr stellt der Autor sich als Bürger von Genf dar, der mit der Abhandlung seiner Heimatstadt „eine öffentliche Huldigung“ darbringen möchte: „Je mehr ich über Eure politische und bürgerliche Situation nachdenke, desto weniger kann ich mir vorstellen, dass die Natur der menschlichen Dinge eine bessere erlauben könnte.“
Vorwort: Das Vorwort beginnt mit einem Hinweis auf die bekannte Inschrift auf dem Tempel zu Delphi: „Erkenne Dich selbst“ und schließt mit einem Zitat aus den Satiren des Persius: „Quem te Deus esse jussit, et humana qua parte locatus es in re, disce.“ („Lerne, was zu sein Dir Gott befahl und an welchen Platz Du in der menschlichen Welt gestellt bist.“)
Mit diesen Motti rechtfertigt Rousseau einen schon im Vorwort formulierten Leitsatz, der den Kern der Abhandlung zusammenfasst:

„Indem ich also alle wissenschaftlichen Bücher beiseitelasse, die uns die Menschen nur so zu sehen lehren, wie sie selbst sich geschaffen haben, und stattdessen über die ersten und einfachsten Regungen der menschlichen Seele nachdenke, glaube ich, in ihr zwei Prinzipien zu bemerken, die der Vernunft vorausgehen, von denen das eine uns leidenschaftlich auf unser Wohlbefinden und unsere Selbsterhaltung bedacht sein lässt, während das andere uns einen natürlichen Widerwillen einflösst, irgendein fühlendes Wesen, und hauptsächlich unseresgleichen, sterben oder leiden zu sehen.“

Text der Abhandlung: Die Abhandlung, die die im Titel der Abhandlung aufgenommenen Frage der Akademie von Dijon beantwortet, beginnt mit einer kurzen Einleitung, sodann folgt ein erster und ein zweiter Teil.
Anmerkungen: Es folgen umfangreiche Anmerkungen, deren Ausgliederung aus dem Text Rousseau mit seiner „trägen Gewohnheit (begründet) vom Hundertsten ins Tausendste zu kommen. Diese Anmerkungen entfernen sich manchmal zu weit vom Thema, als dass sie geeignet wären, mit dem Text zusammen gelesen zu werden.“
Die Anmerkungen enthalten unter anderem ausführliche (und unterhaltsame) Hinweise auf damals bekannte ethnologische Forschungsberichte über Naturvölker.

## Entstehung
Die Erstausgabe des Discours sur l’origine et les fondements de l’inégalité parmi les hommes erschien 1755 in französischer Sprache beim Genfer Verleger Marc-Michel Rey in Amsterdam und ist die Antwort auf eine Preisfrage der Académie de Dijon für den Prix de morale von 1754. Sie lautete: Welches ist der Ursprung der Ungleichheit unter den Menschen, und ist sie durch das natürliche Gesetz gerechtfertigt? (im Originalwortlaut: „Quelle est la source de l’inégalité parmi les hommes, et si elle est autorisée par la loi naturelle?“) Preisfragen dieser Art wurden in Frankreich erstmals 1670 von der Académie française gestellt, deren Verfahrensregeln dann von anderen Akademien übernommen wurden.
Der ausgelobte Preis der Académie – eine Goldmedaille im Wert von dreißig Pistolen – wurde allerdings an Abbé Talbert vergeben, der sich schon am Preisausschreiben 1750 beteiligt hatte. Wenn man den Wert einer Pistole in etwa einem Louis d’or gleichsetzt, lag die Preissumme rechnerisch zwischen 7500 € und 10.000 €, in der Kaufkraft vergleichbar dem Jahresgehalt eines Handwerkers. Talberts Antwort lag auf der Linie der religiösen und politischen Autoritäten. Der politische Brennstoff, den die Frage beinhaltet, wird deutlich, wenn man sich das zeitgenössische Zeugnis von Charles de Brosses in Erinnerung ruft. Am 29. März 1754 schrieb er an seinen Bruder:„Diderot spricht viel mit mir über das Thema dieses Preises. Er findet es sehr schön, aber er hält es für unmöglich, es in einer Monarchie zu behandeln. Er ist ein schrecklich kühner Philosoph“.

## Inhalt

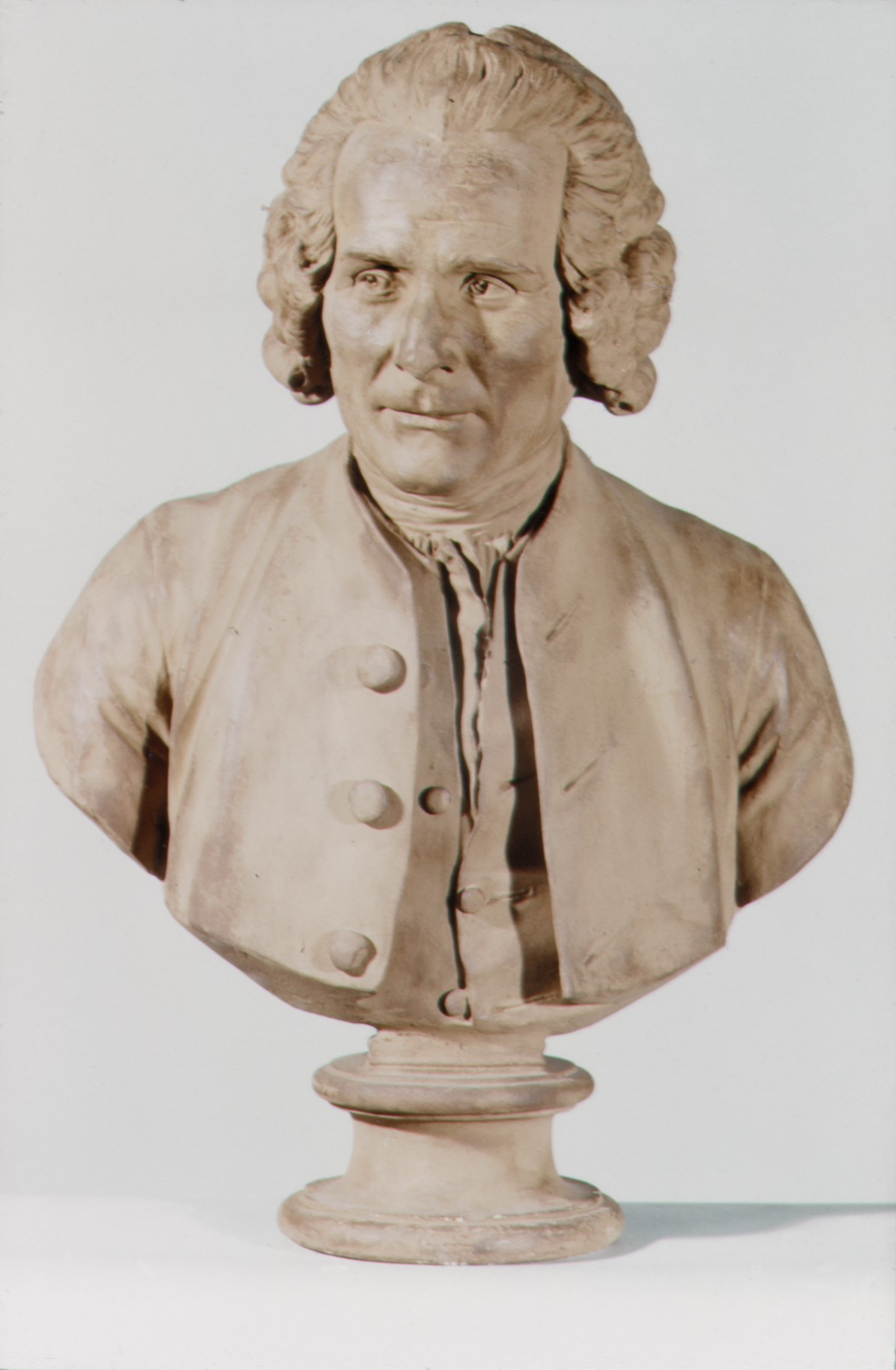
Jean-Jacques Rousseau, Büste von Jean-Antoine Houdon

Die Einleitung zum Diskurs beginnt mit einer Definition:

„Ich erkenne in der menschlichen Gattung zwei Arten von Ungleichheit (inégalité): Die eine, welche ich die natürliche (naturelle) oder physische (physique) nenne, weil sie von der Natur eingerichtet ist, und die im Unterschied des Alters, der Gesundheit, der Kräfte und der Eigenschaften des Geistes oder der Seele besteht; die andere, die man die gesellschaftliche (morale) oder die politische (politique) Ungleichheit nennen kann, weil sie von einer Art Übereinkunft abhängt und durch die Zustimmung der Menschen eingerichtet oder wenigstens gebilligt wird. Die letztere besteht in verschiedenen Privilegien, die einige auf Kosten der anderen genießen, die reicher, geehrter, mächtiger zu sein als diese oder sich sogar bei ihnen Gehorsam zu verschaffen.“

### Erster Teil
Rousseau untersucht im ersten Teil die Frage, wie die „natürliche“ Ungleichheit sich aus dem „ersten Embryo der Gattung“ entwickelt haben könnte. Mit einer für die damalige Zeit erstaunlichen Weitsicht hält er es für möglich, dass die „wilden Menschen“ krumme Krallen gehabt haben könnten, behaart gewesen seien wie ein Bär, oder „auf allen Vieren gegangen seien.“ – Thesen, die Charles Darwin erst hundert Jahre später (1859) in seinen Untersuchungen über die Entstehung der Arten vorgestellt hat.
Der „Mensch im Naturzustand“ sei selten krank gewesen. Diese These gibt ihm Gelegenheit zu einer längeren Abschweifung über Zivilisationskrankheiten, die Robustheit der Wildtiere im Verhältnis zu den verwöhnten Haustieren, mit denen es ebenso stehe wie mit dem Menschen selbst: „Indem er vergesellschaftet und zum Sklaven wird, wird er schwach, furchtsam, kriecherisch und seine verweichlichte und weibische Lebensweise schwächt schließlich zugleich seine Kraft und seinen Mut.“ Das Tier sei eine an ihre Instinkte gebundene „kunstvolle Maschine“ und die „menschliche Maschine“ unterscheide sich von ihr nur durch den freien Willen. Rousseau sieht in der Perfektibilität, das heißt der Fähigkeit, sich selbst zu befähigen, und der Freiheit der Willenswahl die einzigen Unterschiede zwischen Tier und Mensch, weniger im Verstand:

„Es ist also nicht so sehr der Verstand, der den spezifischen Unterschied des Menschen gegenüber den anderen Tieren bildet, als vielmehr seine Eigenschaft der Handlungsfreiheit. Die Natur befiehlt jedem Lebewesen, und das Tier gehorcht. Der Mensch verspürt denselben Drang, doch er erkennt sich als frei, ihm nachzugeben oder zu widerstehen...“

Aufgeklärte Kritiker wie Voltaire reagierten mit ironischer Anerkennung. Im Brief an Rousseau vom 30. August 1755 schreibt er: „Noch nie hat man so viel Geist aufgeboten, um uns wieder zu Tieren zu machen.“
Rousseau fährt fort: Der Mensch werde von Leidenschaften mehr gesteuert als von der Vernunft und diese „gewinnen ihren Ursprung aus unseren Bedürfnissen und ihren Fortschritt aus unseren Kenntnissen – letztlich der Grund für die physischen und moralischen Unterschiede zwischen den Menschen und den Gesellschaften.“
In einer langen Passage wird dieser Gedanke weiterentwickelt und in den Anmerkungen durch ethnologische Hinweise in Reiseberichten über Naturvölker und die Menschenähnlichkeit des Orang-Utan unterstützt („Hottentotten“, „Wilde von den Antillen“, „Indianer aus Buenos Aires“).
Hier diskutiert Rousseau in einer viele Seiten langen Anmerkung die berühmte und bis heute immer wieder gestellte Frage:

„Was nun? Soll man etwa die Gesellschaften zerstören, Mein und Dein abschaffen, zurück in die Wälder gehen und mit den Bären leben?“

Er verneint sie mit ausführlicher Begründung: Wir können nicht zurück zur Natur, weil wir die Freiheit nur in der Gesellschaft realisieren können, müssen aber die Verzerrungen des Eigentums und der Herrschaft durch Gesellschaftsvertrag und Gesetze begrenzen lernen. Hier zeigen sich die Umrisse des sieben Jahre später (1762) veröffentlichten politischen Grundlagenwerkes Rousseaus.
Es folgen theoretische Ausführungen zum Ursprung der Sprachen und ihren Unterschieden, um dann zu der zentralen Frage vorzustoßen, wie sich die unterschiedlichen moralischen Auffassungen über Gut und Böse erklären lassen. Die Unterschiede in der Vernunft, den Leidenschaften, den Fähigkeiten, sich geänderten Verhältnissen anzupassen, seien für die Menschen im Naturzustand nicht sehr groß gewesen, hätten sich aber dann in der Gesellschaft erheblich ausgeweitet; vor allem aber seien die Menschen im Naturzustand von niemandem unterdrückt worden: „Der Wilde lebt in sich selbst; der gesellschaftliche Mensch ist immer außerhalb seiner selbst und weiß nur, in der Meinung der anderen zu leben; und er bezieht sozusagen allein aus ihrem Urteil das Gefühl seiner eigenen Existenz.“
Die Frage nach dem Naturrecht, die eng mit dem Naturzustand und der Frage von Gleichheit bzw. Ungleichheit zusammenhängt, beantwortet Rousseau lakonisch: Recht entsteht erst mit der politischen Gesellschaft. Daraus folgt, dass es kein natürliches, vorstaatliches Recht – also kein Naturgesetz – geben kann, das den Status des Menschen als ein freies oder unfreies Wesen vorab festlegt. Gleichzeitig leugnet Rousseau nicht die faktische Ungleichheit unter den Menschen – wohl aber verneint er eine wesensnotwendige Verbindung von natürlicher und politischer Ungleichheit.
Wesentlich für den Naturzustand ist, wie die sozialen Beziehungen geartet waren. Hier führt Rousseau den Begriff der indépendance (Unabhängigkeit) in sein Werk ein: Die Menschen des Naturzustandes waren gleichgültig gegenüber allen anderen Menschen. Entscheidend ist nun nicht, um ein Beispiel zu nennen, ob ein Mensch einen anderen Menschen umbringen würde oder nicht, sondern dass der Mensch im Naturzustand keinerlei moralische Beziehungen und Pflichten gekannt hat und so weder gut noch schlecht war. Auch ist Tieren ebenso wie Menschen grundsätzlich das Recht gleich, kein (unnötiges) Leid zugefügt zu bekommen. Ein per Natur gegebenes Recht, das nicht nur für alle Vernunftbegabten, sondern für alle empfindungsfähigen Wesen aufgrund ihrer Fähigkeit gilt, Leid und Schmerzen zu empfinden. So gesehen kann Rousseau auch als Vorreiter ökologischer Ethik angesehen werden.

### Zweiter Teil
Im Zweiten Teil wird die Entwicklung des Menschen in der Gesellschaft dargestellt. Er beginnt mit einem berühmten Zitat:

„Der erste, der ein Stück Land eingezäunt hatte und es sich einfallen ließ zu sagen: dies ist mein und der Leute fand, die einfältig genug waren, ihm zu glauben, war der wahre Gründer der bürgerlichen Gesellschaft. Wie viele Verbrechen, Kriege, Morde, wie viel Not und Elend und wie viele Schrecken hätte derjenige dem Menschengeschlecht erspart, der die Pfähle herausgerissen oder den Graben zugeschüttet und seinen Mitmenschen zugerufen hätte: ‚Hütet euch, auf diesen Betrüger zu hören; ihr seid verloren, wenn ihr vergeßt, daß die Früchte allen gehören und die Erde niemandem.‘“

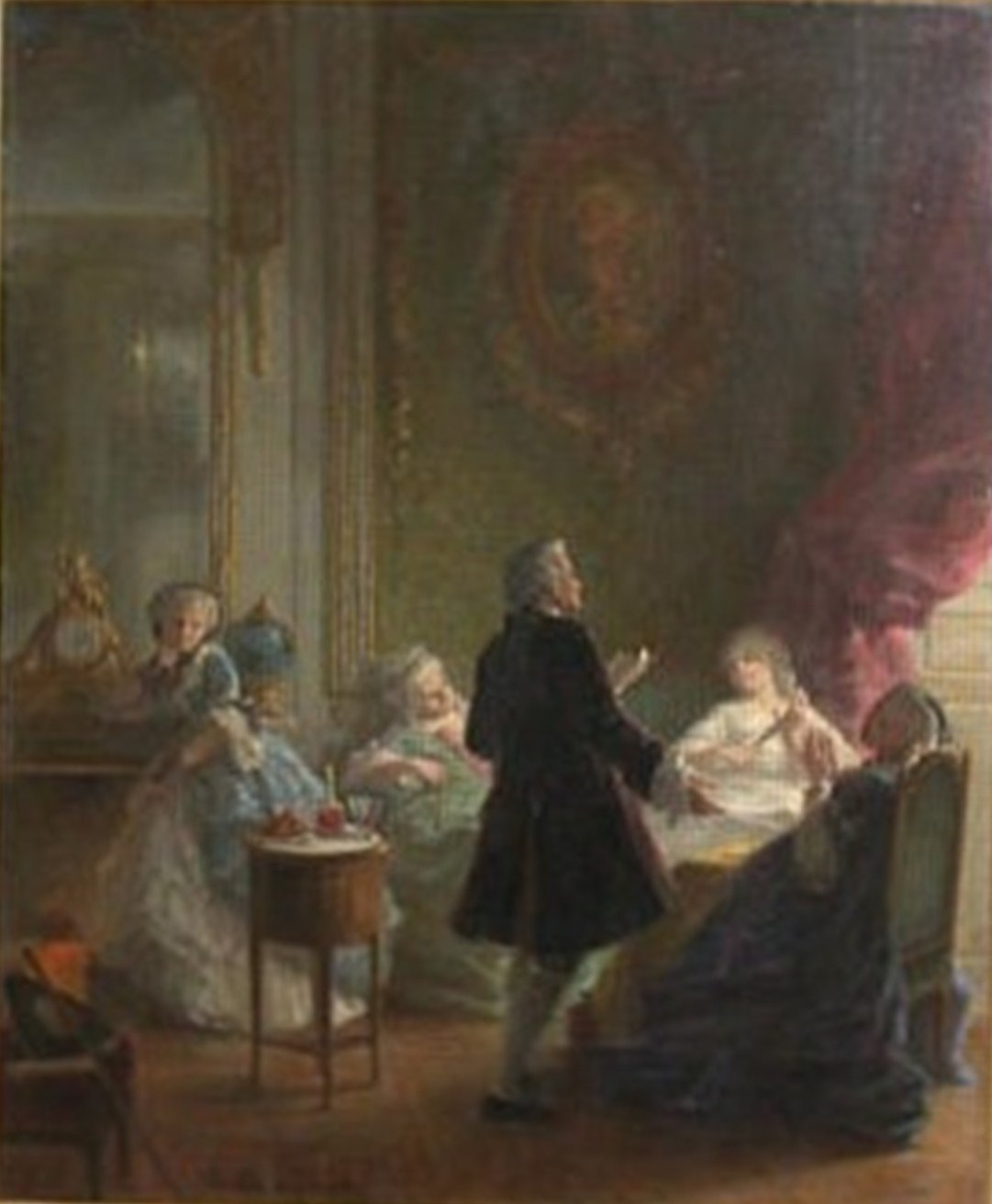
Louise-Émilie Leleux-Giraud: Jean-Jacques Rousseau liest im Herbst 1747 aus eigenen Werken im Salon von Louise Marie Madeleine Fontaine

Im späteren Verlauf wird die These begründet, dass vor allem die Fähigkeit, Eigentum zu bilden und seine Freiheit auch dazu zu gebrauchen, sich andere Menschen untertan zu machen, den Grund für die Unterschiede unter den Menschen in der Gesellschaft ausmachen. Schon die Menschen im natürlichen Zustand hätten die Fähigkeit entwickelt, die Phänomene, denen sie begegnen, so etwa Eigenschaften wie groß, klein, stark, schwach, schnell, langsam usw. voneinander zu unterscheiden. Diese Fähigkeiten seien dann in der Gesellschaft von einzelnen besser ausgenutzt worden als von anderen. Zunächst seien die Menschen in einem engeren Zusammenleben friedlicher und zahmer geworden, dann habe die Sesshaftigkeit und die dadurch bedingte Intensivierung des gesellschaftlichen Kontakts zu Unterschieden geführt:
„Jeder begann, die anderen zu achten und seinerseits geachtet werden zu wollen, und das öffentliche Ansehen erhielt einen Wert. Wer am besten sang oder tanzte, wer der Schönste, der Gewandteste oder der Beredsamste war, wurde der Geachtetste; und dies war der erste Schritt zur Ungleichheit und zugleich zum Laster.“
Die schon zuvor kurz erwähnte Auseinandersetzung mit Thomas Hobbes „dass der Mensch von Natur aus böse sei“ wird hier noch einmal auf den Punkt gebracht:

„Hingegen ist doch nichts so sanft wie der Mensch in seinem ursprünglichen Zustand, in dem er – von der Natur in die gleiche Entfernung von der Dummheit des Viehs und von der unheilvollen Aufgeklärtheit des bürgerlichen Menschen gestellt und durch den Instinkt sowie die Vernunft gleichermaßen darauf beschränkt, sich vor dem ihm drohenden Schaden zu schützen – von seinem natürlichen Mitgefühl davon zurückgehalten wird, selbst jemandem einen Schaden zuzufügen, ohne durch etwas dazu veranlasst worden zu sein, nicht einmal wenn er selbst einen solchen erlitten hat.“

Es folgen umfangreiche Darlegungen über das Entstehen des Handwerks, des Ackerbaus, der Metallbearbeitung und der daraus entstehenden Gegenstände, die weit über unsere natürlichen Bedürfnisse hinausgehen – der wilde Mensch verstehe den Luxus gar nicht, den er in Paris, London oder Nordamerika vorgeführt bekomme und verachte ihn sogar. Da aber die Bedürfnisse und die Talente der einzelnen Menschen unterschiedlich seien, hätten sich die Unterschiede zwischen ihnen immer weiter verstärkt. Am meisten jedoch habe sich diese Entwicklung beschleunigt, wenn Eigentum zu Reichtum und Politik zur „Herrschaft und Knechtschaft“ führt.
Es folgen historische Ausführungen zur Entstehung von Regierungen und Staaten, in deren Verlauf die Menschen gelernt hätten, „die stürmischste Freiheit einer ruhigen Unterwerfung“ (vorzuziehen). In den folgenden Überlegungen sind schon die Thesen, die Rousseau später im Gesellschaftsvertrag ausführlicher darstellt, abgebildet: Zwar müsse es, um den Gesellschaftsvertrag aufrechterhalten zu können eine „obere Gewalt“ geben, aber kein Herrscher dürfe – wie etwa Ludwig XIV – verlangen, dass man seiner Willkür Folge leiste; auch die obere Gewalt sei an den Gesellschaftsvertrag und die ihn stützenden Gesetze gebunden. Andernfalls laufe „wieder alles auf das alleinige Recht des Stärkeren hinaus und folglich auf einen neuen Naturzustand, der sich von demjenigen, mit dem wir begonnen haben, darin unterscheidet, dass der eine der Naturzustand in seiner Reinheit war, während dieser letztere die Frucht eines Unmaßes an Verderbnis ist.“
Am Schluss fasst Rousseau seine Erkenntnisse zusammen und beantwortet die Frage der Akademie von Dijon wie folgt:

„Aus dieser Darlegung folgt, dass die Ungleichheit, die im Naturzustand fast gleich Null ist, ihre Kraft und ihr Wachstum aus der Entwicklung unserer Fähigkeiten und den Fortschritten des menschlichen Geistes bezieht und schließlich durch die Einführung des Eigentums und der Gesetze dauerhaft und rechtmäßig wird. Weiterhin folgt daraus, dass die gesellschaftliche Ungleichheit, die allein durch das positive Recht legitimiert ist, jedes Mal im Gegensatz zum Naturrecht steht, wenn sie mit der physischen Ungleichheit nicht im gleichen Verhältnis übereinstimmt: Eine Unterscheidung, die hinreichend bestimmt, was man diesbezüglich von jener Art Ungleichheit zu denken hat, die unter allen zivilisierten Völkern herrscht.“

## Wirkung
Viele der Ideen, die Rousseau in seiner Abhandlung entwirft und später im Gesellschaftsvertrag weiter entwickelt, wirken bis heute auf die philosophische und politische Diskussion ein. John Rawls: „(die) Auswirkungen sozialer und ökonomischer Ungleichheiten können schlimme Übel und die von ihnen erzeugten Einstellungen arge Laster darstellen … der erste bedeutender Autor, der sich über dieses Thema geäußert hat, ist offenbar Rousseau..“ Zunächst haben sie 34 Jahre später die Entwicklung und die Richtung der Französischen Revolution beeinflusst: Nach der Erstürmung der Bastille am 14. Juli 1789 dauerte es nur wenige Wochen bis am 4. August 1789 durch das Dekret über die Aufhebung der Feudalität sowohl die Eigentumsverhältnisse wie die Herrschaftsverhältnisse grundlegend geändert und bisher unbekannte Freiheiten für die Menschen erkämpft wurden. Dazu gehörten vor allem die Abschaffung der persönlichen Leibeigenschaft (Grundherrschaft), der Ständegesellschaft, der Frondienste, und Teile der Steuern. Wenig später, am 29. August 1789 erfolgte die Erklärung der Menschen- und Bürgerrechte. Ihr 1. Artikel lautet: „Von ihrer Geburt an sind und bleiben die Menschen frei und an Rechten einander gleich.“ („Les hommes naissent et demeurent libre et égaux en droits.“) und erinnert an den ersten Satz des Gesellschaftsvertrages: „Der Mensch ist frei geboren, und überall liegt er in Ketten.“

## Kommentar
Die staatstheoretischen Auseinandersetzungen, die Rousseau in der Tradition von Thomas Hobbes, John Locke, Hugo Grotius und Samuel Pufendorf aufnahm, führten in jedem der genannten Fälle zu der grundsätzlichen philosophisch-anthropologischen Frage nach dem ursprünglichen Wesen des Menschen, welches er im so genannten Naturzustand besäße bzw. besessen habe. Dies geht zurück auf den oben zitierten Satz des Aristoteles, den sich Rousseau zum Motto für den Zweiten Diskurs wählt. Rousseau geht im Unterschied zu Hobbes nicht von einem bellum omnium contra omnes– einem Krieg aller gegen alle aus. „Hobbes hat nicht gesehen, dass dieselbe Ursache, welche die Wilden am Gebrauch ihres Verstandes hindert […], sie zu gleicher Zeit am Mißbrauch ihrer Fähigkeit hindert, den er selbst annimmt. Auf diese Weise kann man sagen, daß sie gerade deswegen nicht böse sind, weil sie nicht wissen, was gut sein heißt“, schreibt Rousseau. „Denn weder der Fortschritt ihrer Erkenntnisse noch der Zwang des Gesetzes, vielmehr die Unberührtheit von den Leidenschaften und die Unkenntnis des Lasters verhindern sie, böse zu sein.“ Dies aber – wie häufig geschehen – als einen glücklichen Naturzustand der „guten Wilden“ zu beschreiben, greift zu kurz.

## Deutsche Ausgaben
- Johann Jacob Rousseau, Bürgers zu Genf Abhandlung von dem Ursprunge der Ungleichheit unter den Menschen, und worauf sie sich gründe. Übersetzt von Moses Mendelssohn. Deutsche Erstausgabe Berlin 1756, online
- Abhandlung über den Ursprung und die Grundlagen der Ungleichheit unter den Menschen. Herausgegeben und übersetzt von Philipp Rippel. Reclam, Ditzingen, 1998
- Discours sur l’origine et les fondements de l’inégalité parmi les hommes / Diskurs über den Ursprung und die Grundlagen der Ungleichheit unter den Menschen. Kritische Ausgabe des integralen Textes mit sämtlichen Fragmenten und ergänzenden Materialien nach den Originalausgaben und den Handschriften neu ediert, übersetzt und kommentiert von Heinrich Meier. Schöningh, Paderborn, Reihe: UTB für Wissenschaft, Bd. 725, 1984. (7. Auflage 2019)
- Schriften zur Kulturkritik: Über Kunst und Wissenschaft (1750). Über den Ursprung der Ungleichheit unter den Menschen (1755). Französisch–Deutsch. Felix Meiner, Hamburg 1995